# Rittergasse 7 (Quedlinburg)

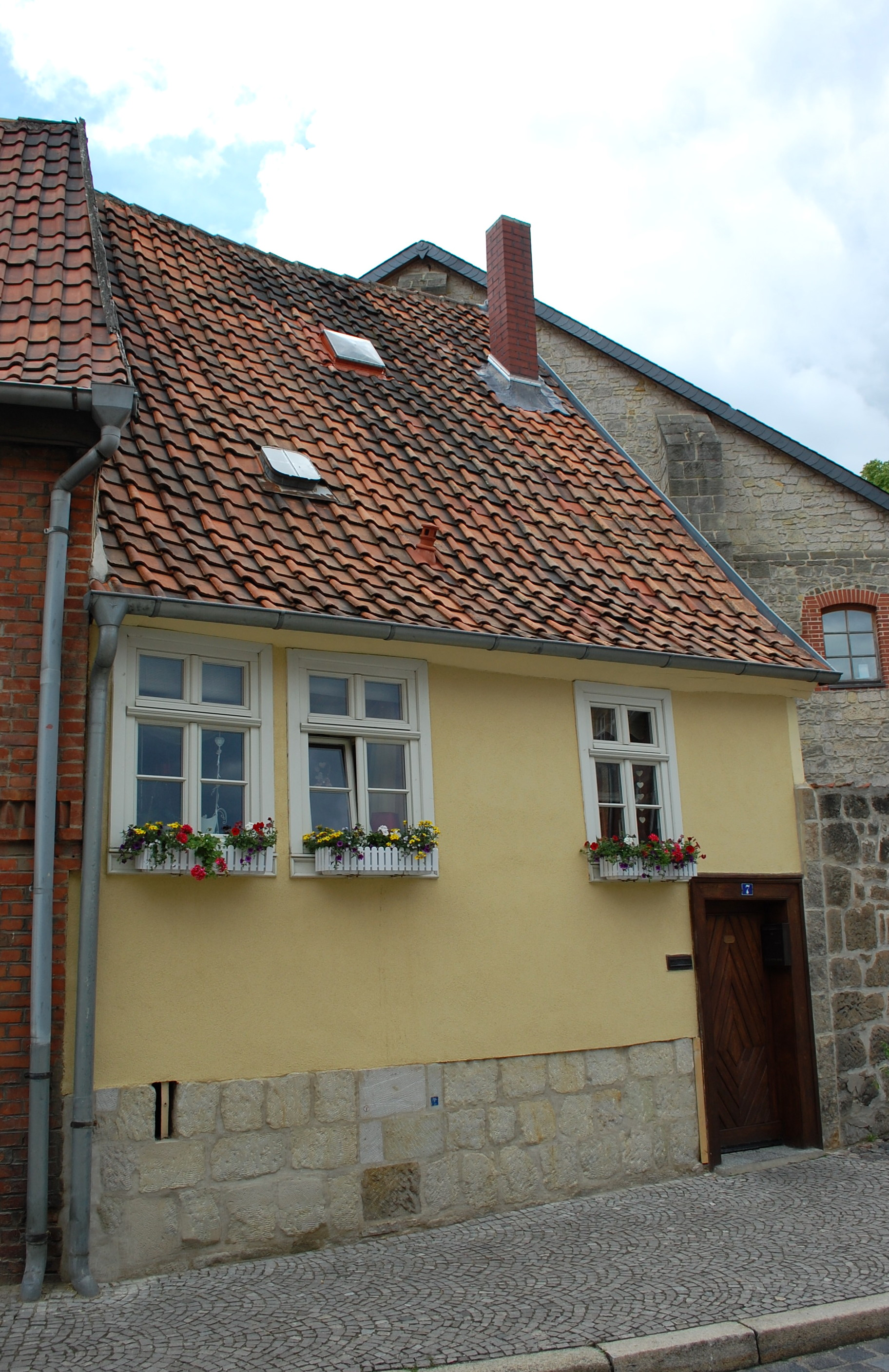
Rittergasse 7

Das Haus Rittergasse 7 ist ein denkmalgeschütztes Gebäude in der Stadt Quedlinburg in Sachsen-Anhalt.

## Lage
Es befindet sich im Stadtgebiet südlich des Quedlinburger Schlossberges an der Ecke der Rittergasse zur Kaiser-Otto-Straße. Das Gebäude gehört zum UNESCO-Weltkulturerbe und ist im Quedlinburger Denkmalverzeichnis als Wohnhaus eingetragen.

## Architektur und Geschichte
Das kleine Fachwerkhaus entstand im 18. Jahrhundert. Es verfügt über ein sehr steiles Dach. Heute ist das Gebäude verputzt. Auch die Haustür entstand in späterer Zeit. Zum Grundstück gehört ein Seitenflügel, der gleichfalls in Fachwerkbauweise ausgeführt ist und ebenfalls aus dem 18. Jahrhundert stammt.